# Joachim Lohse

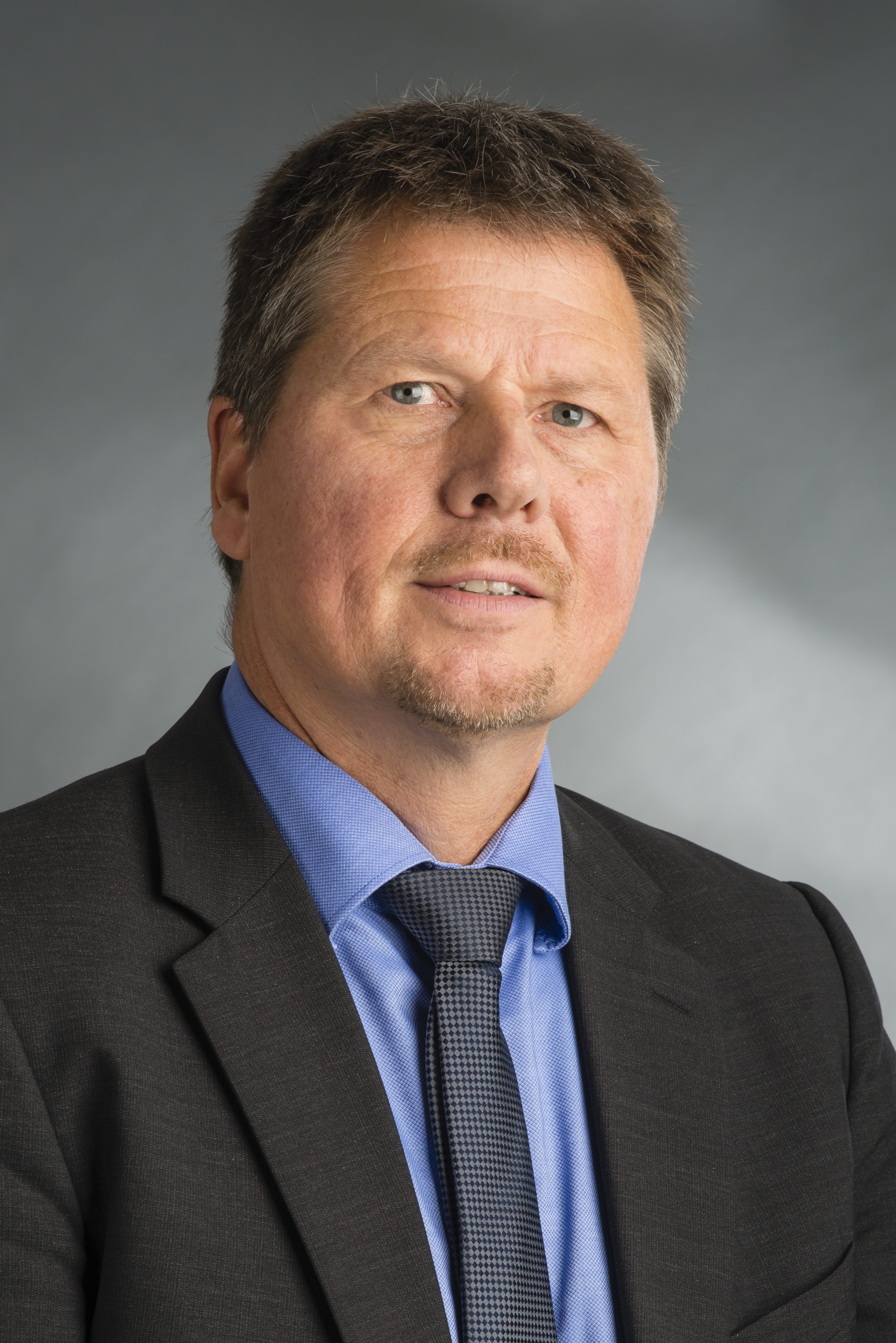
Joachim Lohse 2015

Joachim Lohse (* 30. Dezember 1958 in Hamburg) ist ein deutscher Politiker (Bündnis 90/Die Grünen). Er war von Juni 2011 bis August 2019 Senator für Umwelt, Bau und Verkehr der Freien Hansestadt Bremen.

## Biografie

### Ausbildung und Beruf
Lohse studierte 1976 bis 1983 Chemie in Hamburg und Southampton. 1988 promovierte er in Meeresgeochemie. Danach war er Gründungsgesellschafter und bis 2003 Mitglied der Geschäftsführung des Hamburger Instituts Ökopol – Institut für Ökologie und Politik GmbH. Er verfasste zahlreiche Fachgutachten und wissenschaftliche Stellungnahmen zu den Themen Umweltbelastungen, Umweltqualität, Industrieanlagen, umweltverträgliche Produkte sowie zu regionalen und globalen Stoffströmen für Landes- und Bundesministerien, die Europäische Kommission, Unternehmen, Bürgerinitiativen und internationale Umweltverbände. Von 2003 bis 2009 war Joachim Lohse leitender Geschäftsführer des Öko-Instituts.
Von März 2010 bis Juni 2011 war Lohse Dezernent für Verkehr, Umwelt, Stadtentwicklung und Bauen in Kassel.
Seit August 2022 ist Lohse Geschäftsführer des Zentralen Immobilien Ausschusses e. V. in Berlin und Brüssel und verantwortet dort neben europapolitischen Themen die Bereiche Klima, Energie, Nachhaltigkeit sowie Stadtentwicklung, Bauen und Wohnen. Zum Jahresende 2025 tritt er in den Ruhestand. Ehrenamtlich ist Lohse Mitglied im Bundesvorstand des ADFC.
Er ist verheiratet und hat zwei Kinder.

### Politik
Seit Juni 2011 ist er Mitglied bei Bündnis 90/Die Grünen. Von 2011 bis 2019 war er Mitglied der Bremer Landesregierung als Senator für Umwelt, Bau und Verkehr (Senat Böhrnsen III). Nach der Bürgerschaftswahl 2015 wurde er in seinem Amt als Senator (Senat Sieling) bestätigt. Er übernahm zusätzlich das Ressort Landwirtschaft.
In seine Amtszeit fiel die Neuausweisung des Wasserschutzgebiets Blumenthal sowie die Neuauflage von Flächennutzungsplan und Landschaftsprogramm.
Mit einem Wohnraumförderprogramm wurde seit 2013 der Neubau von energieeffizientem, barrierefreiem Wohnraum gefördert, wobei bei größeren Neubaugebieten jeweils mindestens 25 % geförderte Wohnungen für einkommensschwache Bevölkerungsgruppen geschaffen wurden. Aufgrund seines Erfolges und der Nachfrage beschloss der Bremer Senat im Februar 2015 ein zweites Wohnraumförderprogramm.
Für den unter seiner Leitung erarbeiteten Verkehrsentwicklungsplan Bremen 2025 nahm Lohse am 23. März 2015 in Brüssel von EU-Verkehrskommissarin Violeta Bulc den europäischen Preis für nachhaltige Verkehrsentwicklungsplanung in Städten (EU SUMP Award) entgegen.
Er war als Senator Mitglied in den Aufsichtsgremien der Bremer Straßenbahn AG, Gewoba, Wirtschaftsförderung Bremen und von bremenports.
Bei der Mitgliederversammlung der Grünen nach der Bürgerschaftswahl 2019 sprach sich Lohse für eine Jamaika-Koalition aus. Seine Nachfolgerin als Senatorin wurde im August 2019 Maike Schaefer (Grüne).
Seit November 2023 gehört Lohse zum Bundesvorstand des ADFC.